# UTC+0:30
UTC+0:30 a fost un fus orar aflat cu 30 minute înainte UTC.
Pentru prima oară acest fus orar a fost folosit în Elveția ca ora standard între 1853 și 31 mai 1894. Fusul orar a fost denumit Ora de Berna (în germană: Berner Zeit) sau Ora de Elveția (în germană: Schweizer Zeit) și a fost valabilă în toată țara fără orașul Geneva și zona înconjurătoare (Ora de Geneva era cu șase minute după ora de Berna). Ora de Berna a fost măsurată la observatorul vechi al orașului (46°57′3.89″N 7°26′19.09″E / 46.9510806°N 7.4386361°E), care nu mai există din 1876. Deja din 1859 se măsura ora de Berna la observatorul nou din Neuchâtel (Observatoire Cantonal de Neuchâtel), iar baza pentru fusul orar rămânea meridianul care trece prin Berna. Ora exactă era GMT+0h 29m 44s (Greenwich Mean Time era atunci baza pentru ora legală). Din 1 iunie 1894, Elveția a folosit Ora Europei Centrale (UTC+1).

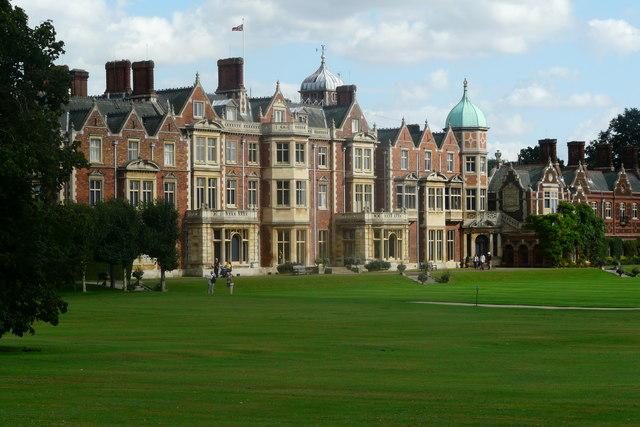
Casa Sandringham, Norfolk

Pentru a doua oară acest fus orar a fost folosit în Regatul Unit între 1901 și 1936 ca Ora de Sandringham.  Ora de Samdringham a fost creat de regele 
Eduard al VII-lea și se folosea doar în reședința sa în Sandringham, Norfolk. Ceasurile în reședința erau cu jumătate de oră înaintea orei Greenwich. Așa se folosea mai bine lumina zilei iarna, crescând timpul disponibil pentru vânătoare. Fiul său George al V-lea a păstrat această tradiție în domnia sa, iar Eduard al VIII-lea a renunțat la ora de Sandringham în 1936.